# Federação Piauiense de Basketball
A Federação Piauiense de Basketball (FPB) é uma entidade do basquetebol de Piauí. É filiada a Confederação Brasileira de Basketball.